# Kostel svatého Václava (Dolní Bojanovice)
Kostel svatého Václava v Dolních Bojanovicích je římskokatolický farní kostel v jižní části jihomoravské obci Dolní Bojanovice v okrese Hodonín. Kostel je spolu s křížem stojícím na severní straně kostela chráněn jako kulturní památka.

## Historie

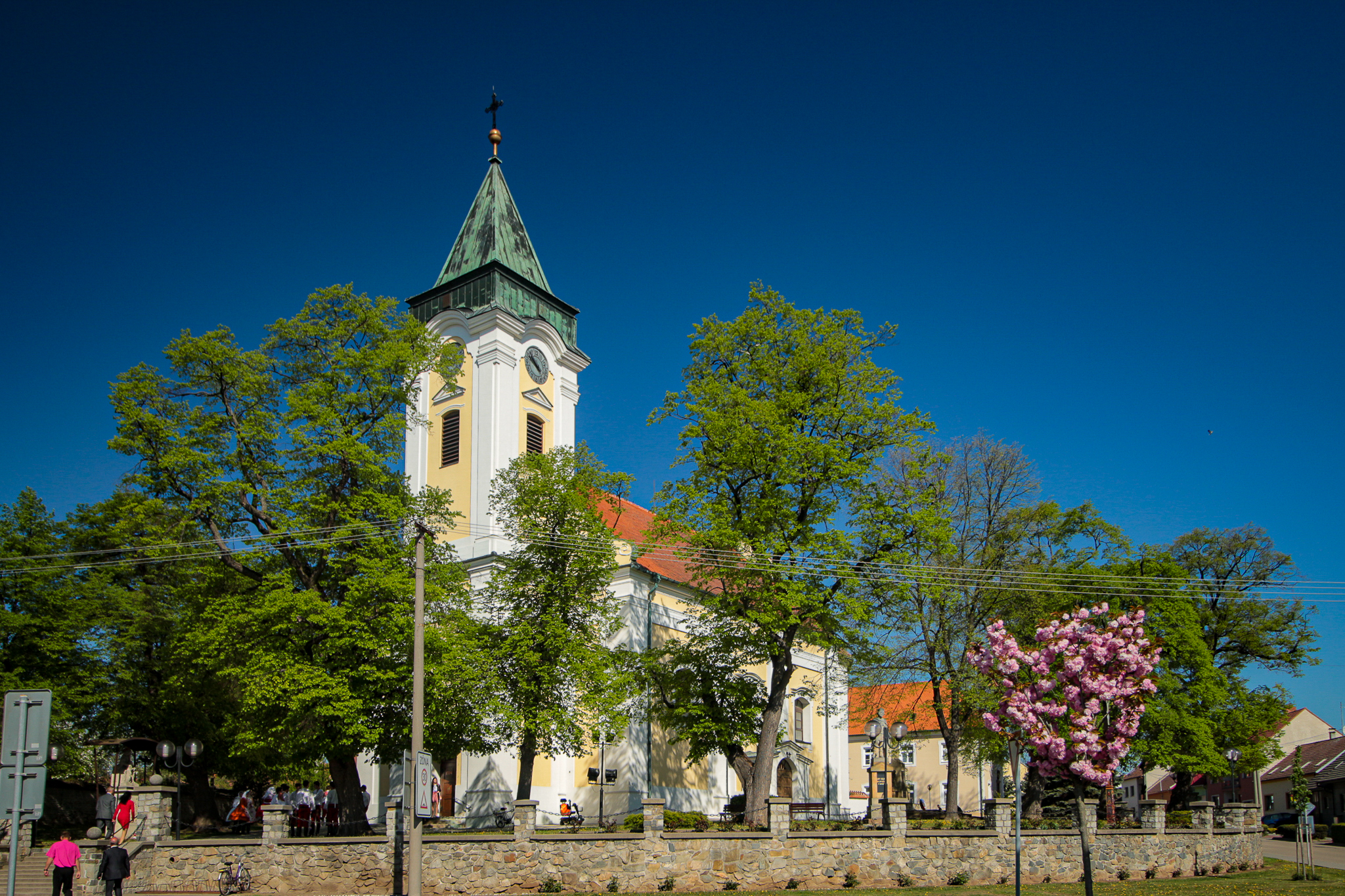

První písemná zmínka o obci Dolní Bojanovice pochází z roku 1196, první doklad o zdejším kostele pak z roku 1398. Po husitských válkách patřilo v 16. století hodonínské panství i s D. Bojanovicemi nekatolické šlechtě, která kostely obsazovala převážně protestantskými kněžími.
Po odchodu nekatolických kazatelů po bitvě na Bílé hoře byla farnost neobsazena. Kostel roku 1645 vyhořel a byl opraven až roku 1670. Protože i nadále chátral a byl pro ves malý, byl nakonec zbořen a na stejném místě byl v roce 1734 postaven nynější kostel sv. Václava.

## Popis
Kostel se skládá z podélné lodě, k severu orientovaného kněžiště a z věže, která čtvercovým půdorysem přisedá k jižní stěně lodě. Na západní straně lodě a kněžiště je sakristie a oratoř nad sakristií. K věži je připojeno schodiště, jehož plášť tvoří úsek válce. V jižní ose východní stěny lodě je boční vchod do chrámu s představěným závětřím ve tvaru žudra. Chrámová loď je zaklenuta valenou klenbou se třemi páry lunet, jež doprovází ve štuku provedená žebra a kruhové terče ve vrcholu klenby.
Interiér lodi člení podnož, zdvojená polopilíře s pilastry. Kruchta je podklenuta obloukem valené klenby. Vrchol klenby zdobí štukový čtyřlist. Fasáda lodě je členěna podnoží, pilastry s římsovými hlavicemi, lisénami a kladím. Okna mají římsy s motivem uch a zvonečků ve spodních koutech. Střecha je sedlová. Kněžiště má podélnou dispozici s trojbokým závěrem, je osvětlené ze stran okny s půlkruhovými záklenky. Členění kněžiště je podobné jako v lodi. Střecha kněžiště je nad závěrem zvalbena.
Věž kostela je podklenuta valenou klenbou s párem styčných výsečí. Do přízemí je věž otevřena pravoúhlým vchodem, který je zdůrazněn trojbokým frontonem. V horní části věži je velké zvonicové okno se segmentovým záklenkem a plochou segmentově vypjatou návojovou římsou, nad niž je trojboký fronton. Členění fasády ve spodní části věže je shodné s členěním lodě. V architektonickém pojednání horní části věže uplatňují se pilastry, odsazené od nároží. Jehlanová střecha věže je pokryta měděným plechem.
Prostory oratoře a sakristie jsou plochostropé s pravoúhlými otvory oken a dveří. Fasáda oratoře je v prvním patře členěna lisénami. Na fasádě sakristie uplatňuje se v přízemí systém lisén a pilastrů a v patře zdvojených lisén.

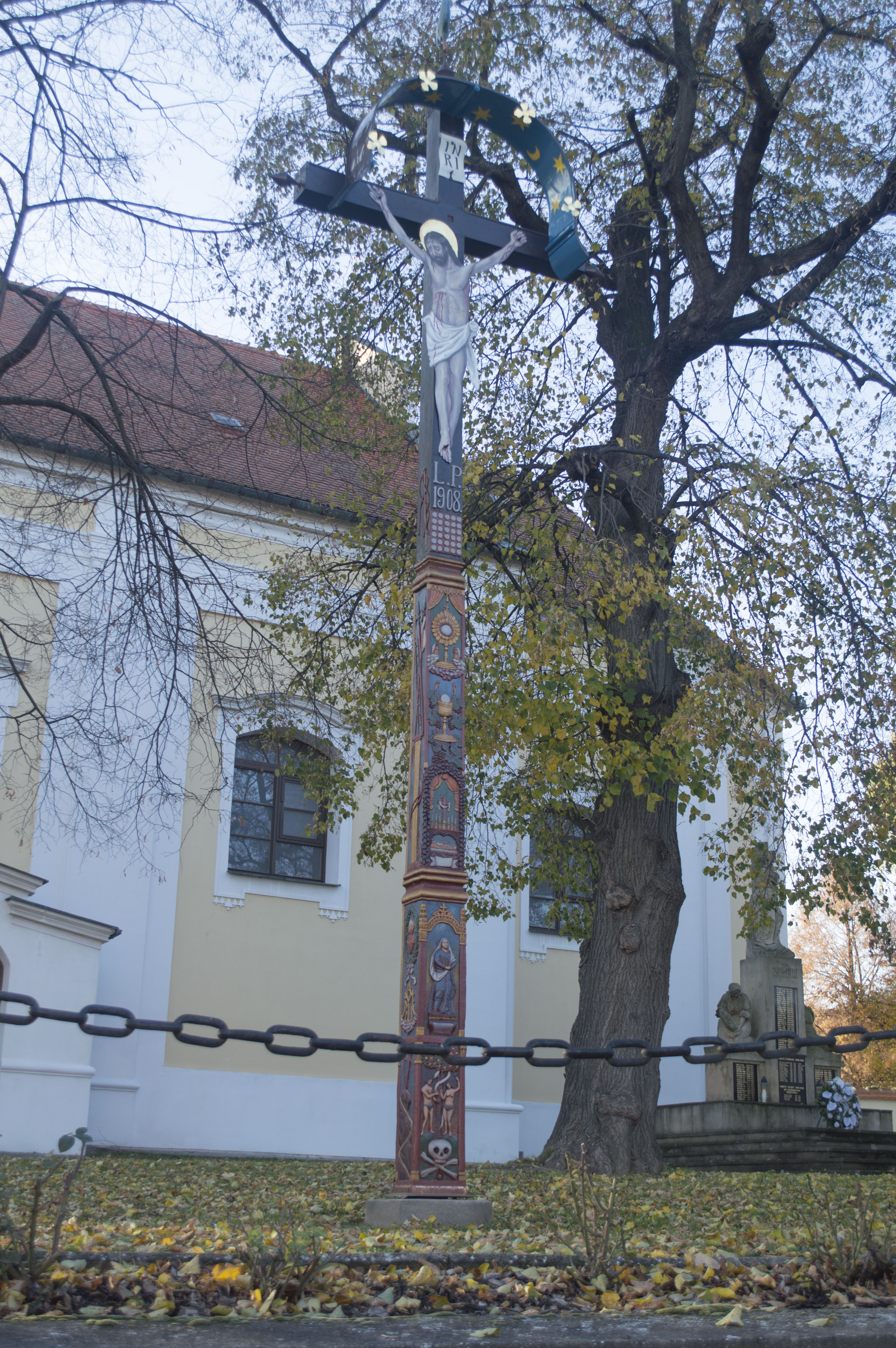
Kříž u kostela

Jde o farní kostel farnosti Dolní Bojanovice.
V ústředí hlavního oltáře se nachází plastika patrona chrámu sv. Václava.
Od roku 2021 se chrám i jeho okolí často objevuje v televizních přenosech TV Noe (přímé přenosy, bohoslužby, přejeme si, Vánoční, Velikonoční i Svatodušní svátky). Na Bílou sobotu 30. března 2024 byla televizí přímo přenášena klasická velikonoční vigílie se svěcením ohně a zapálením Paškálu před chrámem sv. Václava u pomníku padlých a mše vzkříšení uvnitř kostela s obnovením křestních slibů uzavřená chórem s varhanami "Vesel se nebes královno".